# Valencia Club de Fútbol Femenino
Maillots
Actualités
Le Valencia Club de Fútbol Femenino est un club de football féminin espagnol situé à Valence, fondé en 2009. L'équipe joue en Primera Federación depuis 2025.

## Histoire
En 1998, est fondé dans une école allemande de Valence, le Colegio Alemán, une équipe de football féminin. Le club se nomme Deutscher Sportverein Valencia (en allemand : Club Sportif Allemand de Valence), plus tard il se renomme CD DSV Colegio Alemán Valencia. Le club amateur gravit les échelons, puis en accord avec l'université de Valence utilise ses installations.
En 2007-2008, le club est promu en première division, il joue sous le nom AD Colegio Alemán - Universitat de València, il termine sa première saison dans l'élite à la 12e place évitant la relégation. Même scénario la saison suivante, en fin de cette saison 2008-2009, le Valence CF signe un accord avec le club qui prend le nom de Valencia Féminas Club de Fútbol.
Jusqu'à la saison 2012-2013, le Valencia Féminas joue souvent pour le maintien en première division puis jusqu'en 2019, le club jouera en haut de tableau, il réussira à atteindre la finale de la Coupe de la Reine en 2015.
En 2020, l'équipe termine à l'avant dernière place lors de l'interruption du championnat à cause de la pandémie de Covid-19, elle sera sauvée de la relégation comme celle ci est annulée.
En 2025, le club est relégué en deuxième division après avoir terminé à la dernière place lors de la saison 2024-2025 en Liga F.